# Battaglia di Pliska
La battaglia di Pliska fu combattuta tra Bizantini al comando diretto di Niceforo I e Bulgari del Khan Krum il 26 luglio 811; si concluse in una delle più disastrose sconfitte nella storia dell'Impero.

## Spedizione di Niceforo I contro i Bulgari
Approfittando di una lotta per la successione che aveva indebolito il califfato, l'Imperatore d'Oriente Niceforo I decise di risolvere una volta per tutte il problema dei Bulgari, che sotto la guida del loro re Krum avevano espanso di molto i loro domini e che ora erano più che mai una temibile minaccia per la sopravvivenza dello stato bizantino. Secondo Luttwak Niceforo, invece di contare unicamente sulle proprie forze, avrebbe dovuto incitare i popoli delle steppe contro i Bulgari.
L'esercito bizantino raccolto da Niceforo per la spedizione venne così descritto da Teofane, cronista ostile a Niceforo:
I temi citati da Teofane dovrebbero essere quelli degli Ottimati, Opsiciani e Bucellari, dato che gli altri temi dell'Asia Minore dovevano tenere a freno eventuali incursioni arabe, e dunque non potevano essere utilizzati contro i Bulgari. Secondo la Cronaca bizantina dell'anno 811 Niceforo portò nella sua spedizione «tutti i patrizi e i comandanti e i dignitari, tutti i tagmata e anche i figli degli arconti che avevano almeno quindici anni, con cui costituì un corteggio da destinare al proprio figlio, cui diede il nome di hikanatoi [i più degni].»
Niceforo riunì a quanto pare un esercito immenso in modo da vincere i Bulgari sfruttando la sua superiorità numerica; infatti la cronaca dell'811 riporta che per il timore di affrontare in battaglia il numericamente superiore esercito bizantino i Bulgari «abbandonarono tutto quello che avevano con loro e cercarono rifugio sulle montagne». Le prime battaglie furono favorevoli ai Bizantini, al punto che Krum implorò più volte la pace ma Niceforo rifiutò sempre. I Bizantini arrivarono addirittura a occupare la capitale dei Bulgari, Pliska, e a saccheggiare il palazzo reale fatto in legno. Teofane, essendo molto ostile a Niceforo, dice che tenne il tesoro di Krum per sé, mentre al contrario la Cronaca dell'811 dice che Niceforo fu generoso:
Lasciata e distrutta la capitale, i cui palazzi erano in legno, l'esercito bizantino si inoltrò nel cuore della Bulgaria, saccheggiandola. Krum, disperato, implorò la pace:
Ma Niceforo rifiutò e di conseguenza Krum preparò la controffensiva. Ingaggiò gli Avari e gli Slavi e con palizzate chiuse tutti i punti di accesso e di uscita dalla Bulgaria con barriere di legno: queste, oltre a rendere difficile ai Bizantini il ritorno in patria potevano proteggere i soldati bulgari che lanciavano proiettili dalle frecce bizantine e permettere ai Bulgari di sparare frecce attraverso le fessure del legno. Dopodiché i Bulgari attaccarono i Bizantini.

## Battaglia
I soldati bizantini ancora mezzi addormentati vennero attaccati a sorpresa dai Bulgari che si avventarono sull'accampamento imperiale, massacrando molti soldati bizantini. Il resto dell'esercito tentò la fuga attraversando un fiume paludoso molto difficile da attraversare, ma non trovando un guado si gettarono in acqua con il risultato che molti annegarono nella traversata, formando con i loro corpi una sorta di "ponte" che permise ai Bulgari all'inseguimento di attraversare il fiume senza pericolo. 
Mentre i pochi superstiti all'attraversamento del fiume sembravano ormai aver raggiunto la salvezza, si trovarono di fronte delle palizzate che sbarravano il loro cammino; quando cercarono di scavalcarla, videro che oltre essa i Bulgari avevano scavato un fossato, nel quale i Bizantini caddero rimanendo bloccati, cosa che impedì loro di sopravvivere o proseguire il cammino verso la salvezza. Vedendo altre palizzate, i Bizantini tentarono di incendiarle, ma cadevano comunque con i loro cavalli nei fossati oltre la palizzata. Durante il primo scontro Niceforo venne ucciso e decapitato, rendendosi il primo imperatore romano a cadere in battaglia dopo Valente. Dopo la battaglia Krum fece del suo teschio una coppa.

## Conseguenze
Nonostante la sconfitta avesse causato la perdita di molti soldati, l'Impero riuscì a sopravvivere alla minaccia bulgara. La guerra civile che affliggeva il califfato arabo permise infatti all'Impero di impiegare le truppe tematiche dell'Armenia e dell'Anatolia contro Krum. Nel frattempo Krum indugiava perché era consapevole che prima di assediare Costantinopoli avrebbe dovuto costruire una potente flotta con cui porre blocco navale alla città e costruire anche potenti macchine d'assedio. A tal fine ingaggiò disertori bizantini esperti nella guerra navale (campo in cui i Bulgari avevano grosse carenze) tra cui un esperto arabo convertitosi al cristianesimo passato dalla parte del nemico - insinua velenoso Teofane (ostile come sempre a Niceforo) - per colpa dell'avarizia dell'Imperatore.
Mentre i Bulgari facevano i preparativi per un'invasione in grande stile, a Costantinopoli veniva eletto Imperatore il figlio di Niceforo Stauracio, ma poiché aveva subito una grave ferita che gli impediva di esercitare le sue doti di sovrano, abdicò dopo pochi mesi in favore di Michele I Rangabe, che svolgeva il ruolo di curopalate. Michele I, pressato dai Bulgari, si affrettò a concludere la pace con Carlo Magno riconoscendogli il titolo di Imperatore (ma non quello di Imperatore dei Romani) per potersi concentrare con tutte le sue forze sul fronte bulgaro. A causa del tradimento delle truppe dello strategos Leone, i Bizantini subirono una nuova sconfitta contro Krum e Michele fu costretto ad abdicare dal già citato strategos Leone, che divenne così Imperatore con il nome di Leone V.
Leone V tentò di risolvere la questione bulgara attirando in un'imboscata il re bulgaro ma Krum riuscì a sfuggire per un pelo alla cattura e per vendetta devastò la Tracia. Perì poco dopo (814), con grossa fortuna per i Bizantini dato che, dopo due brevi regni di transizione, salì sul trono di Bulgaria Omurtag che concluse con Bisanzio una tregua trentennale, che fu vantaggiosa per i Bulgari ma diede a Bisanzio il tempo per recuperare energie.